# Hutebaum

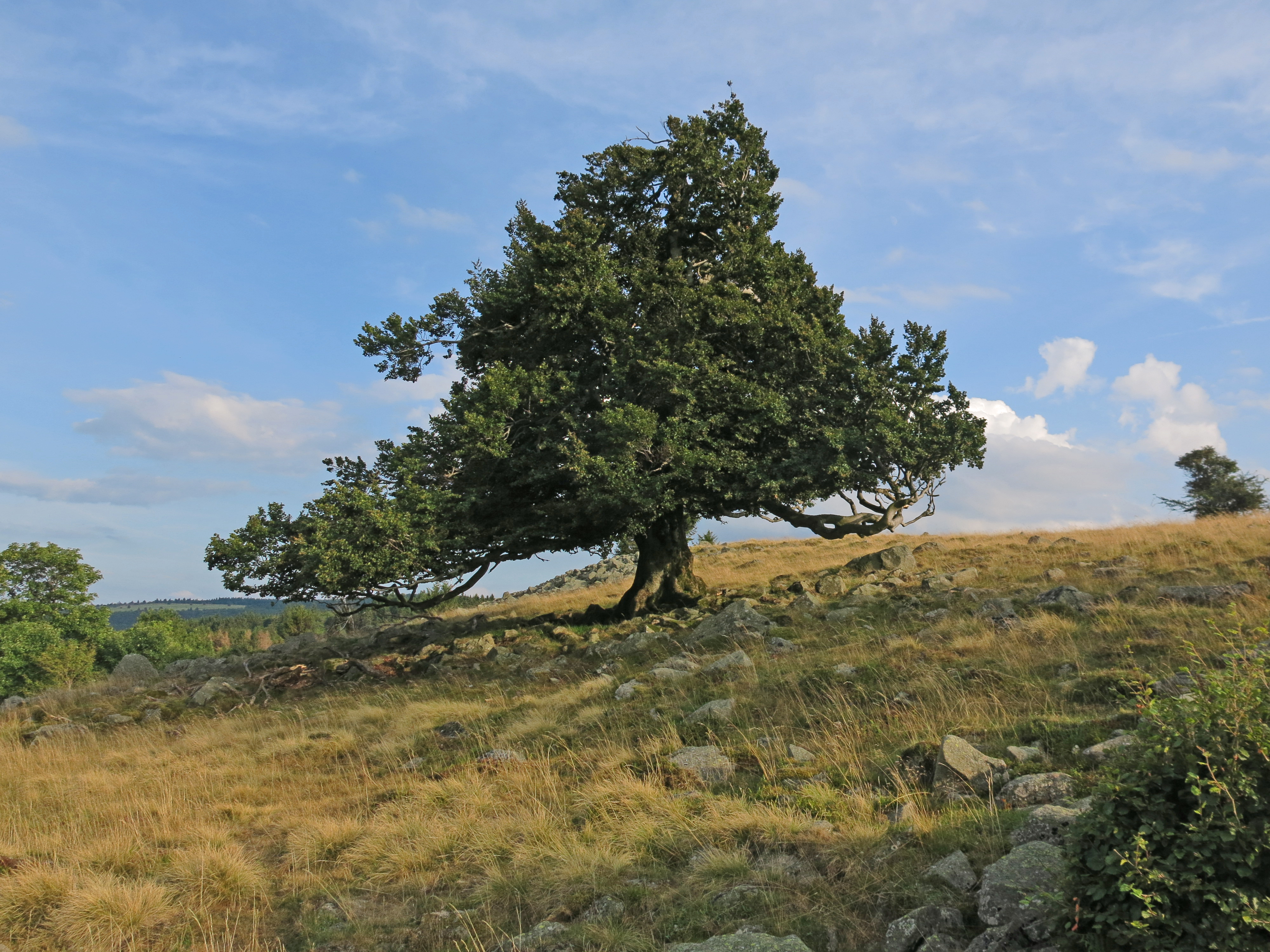
Hutebuche am Mathesberg in der Rhön

Ein Hutebaum, auch Weidbaum, ist ein im Zusammenhang mit intensiver Beweidung (Hute) entstandener Baum.

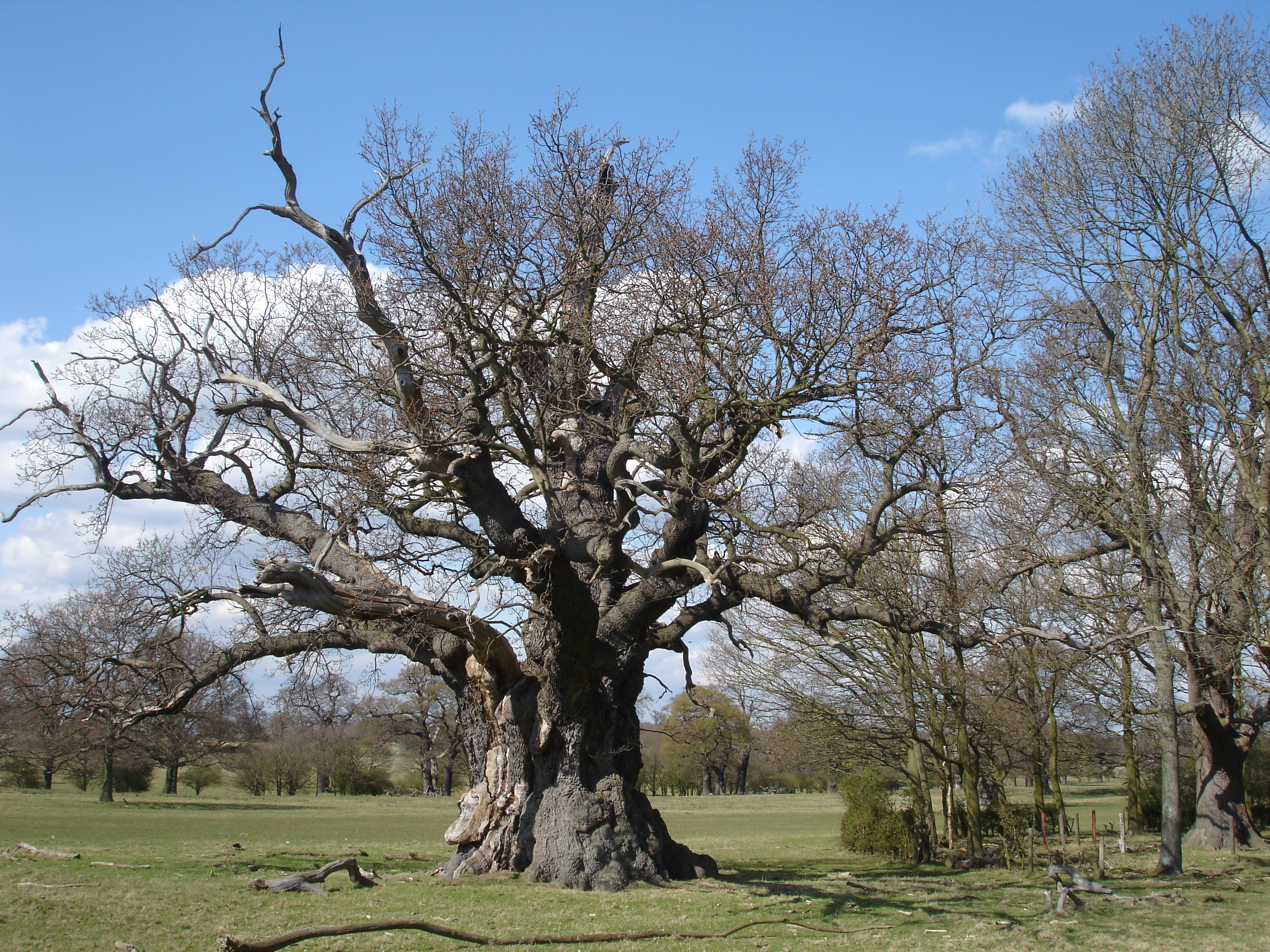
Hutebaum im Windsor Park

## Entstehung
Die charakteristische Form eines Hutebaums entsteht dadurch, dass die jungen Bäume früher auf einer Weide oder in einem Hutewald wuchsen und die Triebe der jungen Bäume immer wieder von Weidetieren (beispielsweise Kühe und Ziegen) sowie auch Wildtiere (vor allem Rehe und Hirsche) abgefressen wurden (Verbiss). Dadurch hatten sie keinen Haupttrieb mehr, sie entwickelten immer wieder neue Triebe und wuchsen eher buschförmig in die Breite als in die Höhe. Daher werden sie in diesem Stadium auch als „Kuhbusch“ bezeichnet. Erst wenn ein solcher Busch so groß ist, dass die Tiere nicht mehr seine Mitte erreichen können, wachsen die inneren Triebe ungestört in die Höhe. Sobald mehrere Triebe gleichzeitig in die Höhe gewachsen sind, bilden sie Stämme. Zunächst wachsen diese Teilstämme relativ separat. Erst ab einem gewissen Alter verwachsen die Teilstämme zu einem einzigen mächtigen Stamm. Außer durch den Verbiss leiden die jungen Pflanzen auch durch den Tritt der Tiere, durch Wind und durch Schnee.

## Sprachlicher Aspekt
Das Wort Hute (Hude) für Weide allgemein oder auch nur für eine bestimmte Weideform ist aus der Alltagssprache verschwunden. Im Duden von 1996 erscheint der Begriff nicht mehr. Ein ähnliches Schicksal haben die Wortszusammensetzungen mit Hute erlitten, doch halten sie sich hartnäckiger als das Stammwort. 1996 findet sich im Duden noch Hutweide mit dem Zusatz Gemeindeweide, auf die das Vieh täglich getrieben wird, bei Knaur 1973 Hutung, Hutweide, mit dem Zusatz für geringwertige Weide. Bei Pfohl (1911) ist das Wort Hut noch in der Bedeutung Weiderecht aufgeführt. In dem durch seine Vollständigkeit ausgezeichneten Deutsch-Ungarischen Wörterbuch von Előd Halász (1994) findet sich Huter als Hüter bzw. Viehhüter, Hutgeld als Lohn für den Hirten, Hutgerechtigkeit als Hutrecht, Hutung, Hutwald und Hutweide. Der Begriff Hutebaum fehlt jedoch auch hier.
Obwohl auch Fichte, Ahorn, Esche, Linde und Ulme als Hutebäume angegeben werden, findet man als Wortzusammensetzungen mit Baumarten nur Huteeiche, Hutebuche, Weidbuche und Weidebuche. Diese Ausdrücke haben sich als Fachwörter einerseits und andererseits regional erhalten, teilweise mit der Tendenz zum Eigennamen für ganz konkrete Bäume. Dass sich im Sprachgebrauch regionale Unterschiede ergeben, ist nicht verwunderlich. Robert Gradmann (Pflanzenleben der Schwäbischen Alb) verwendet z. B. den Begriff Weidbuche, nicht aber Hutebuche, in der Rhön dagegen scheint der Begriff Hutebaum verbreitet.
Abrundend zur Sprachproblematik sei dem Register von H. Küster (Geschichte des Waldes) entnommen, dass dort Hudewald und Hutwald auf mehr als 13 Seiten, Hudeeiche auf 6 Seiten, aber Huteeiche nie, Hudebuche auf einer Seite und Weidbuche auf drei, und Weidbaum auf einer Seite angeführt werden.

## Bedeutungsvarianz

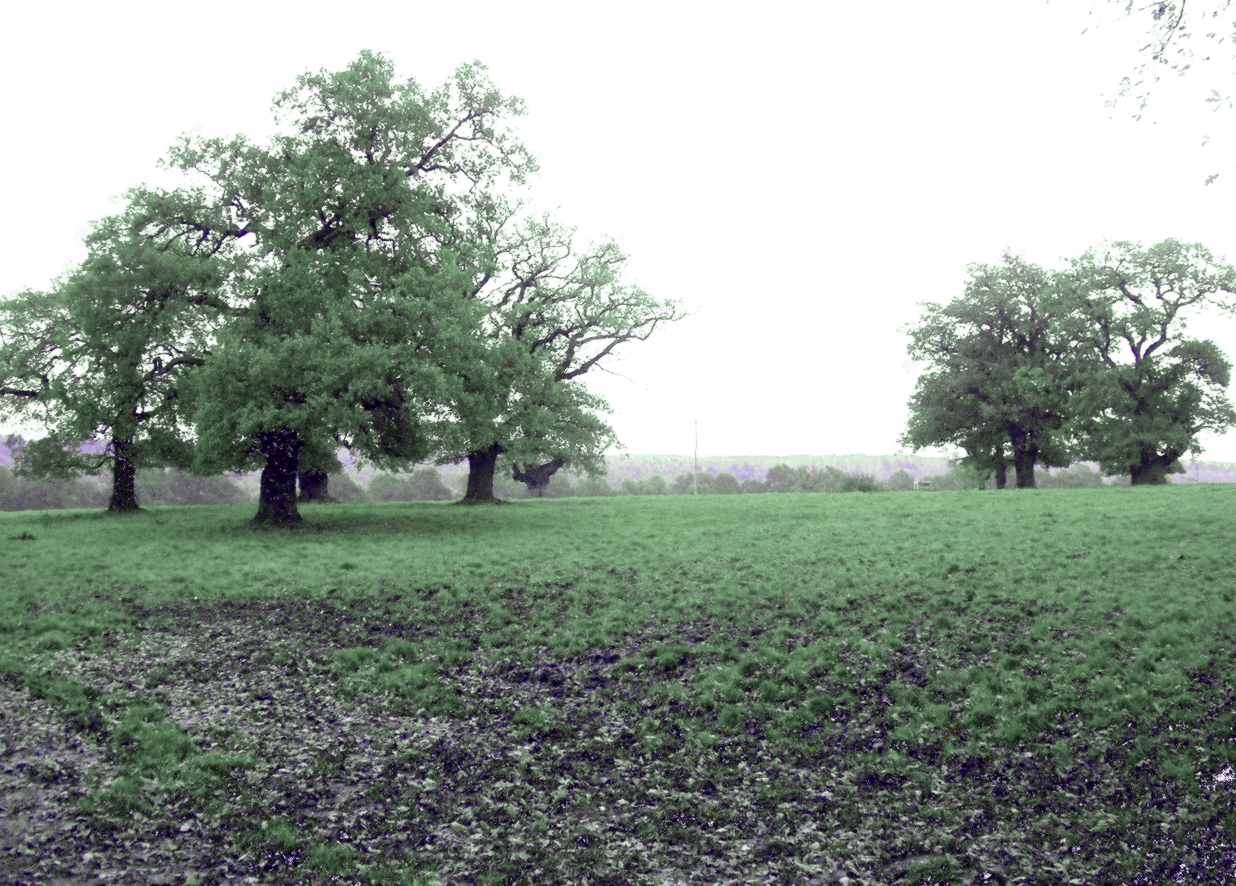
Bild 1: Huteeichen auf den früher als Waldweide genutzten Weiden des Gestüts Beberbeck bei Kassel

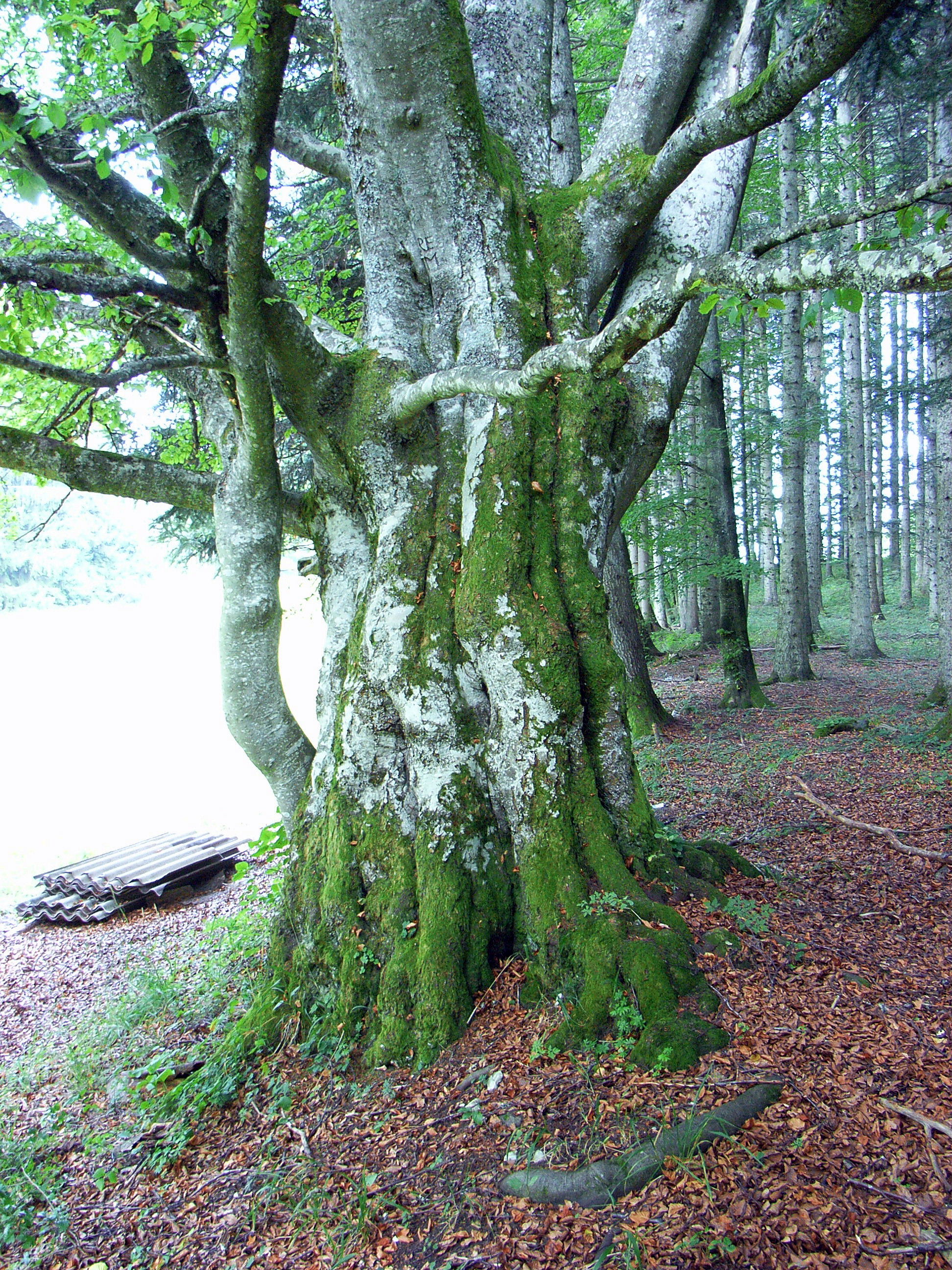
Bild 2: Weidbuche aus 13 Stämmen. Bei genauer Betrachtung erkennt man, dass die "Äste" nicht durch Verzweigung entstanden sind, sondern eigenständige Stämme darstellen

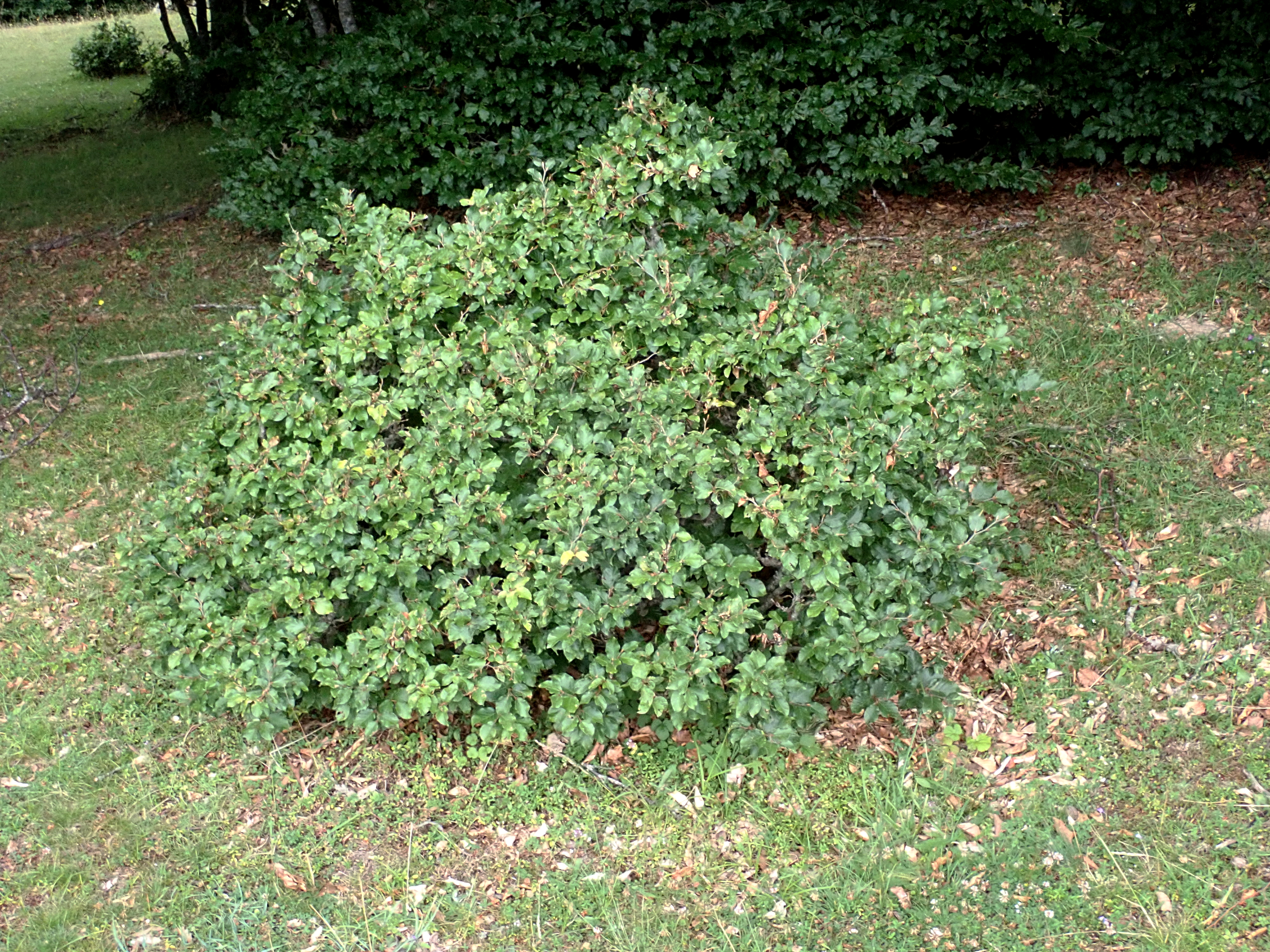
Bild 3: junger Kuhbusch, überall durch Verbiss gestutzt

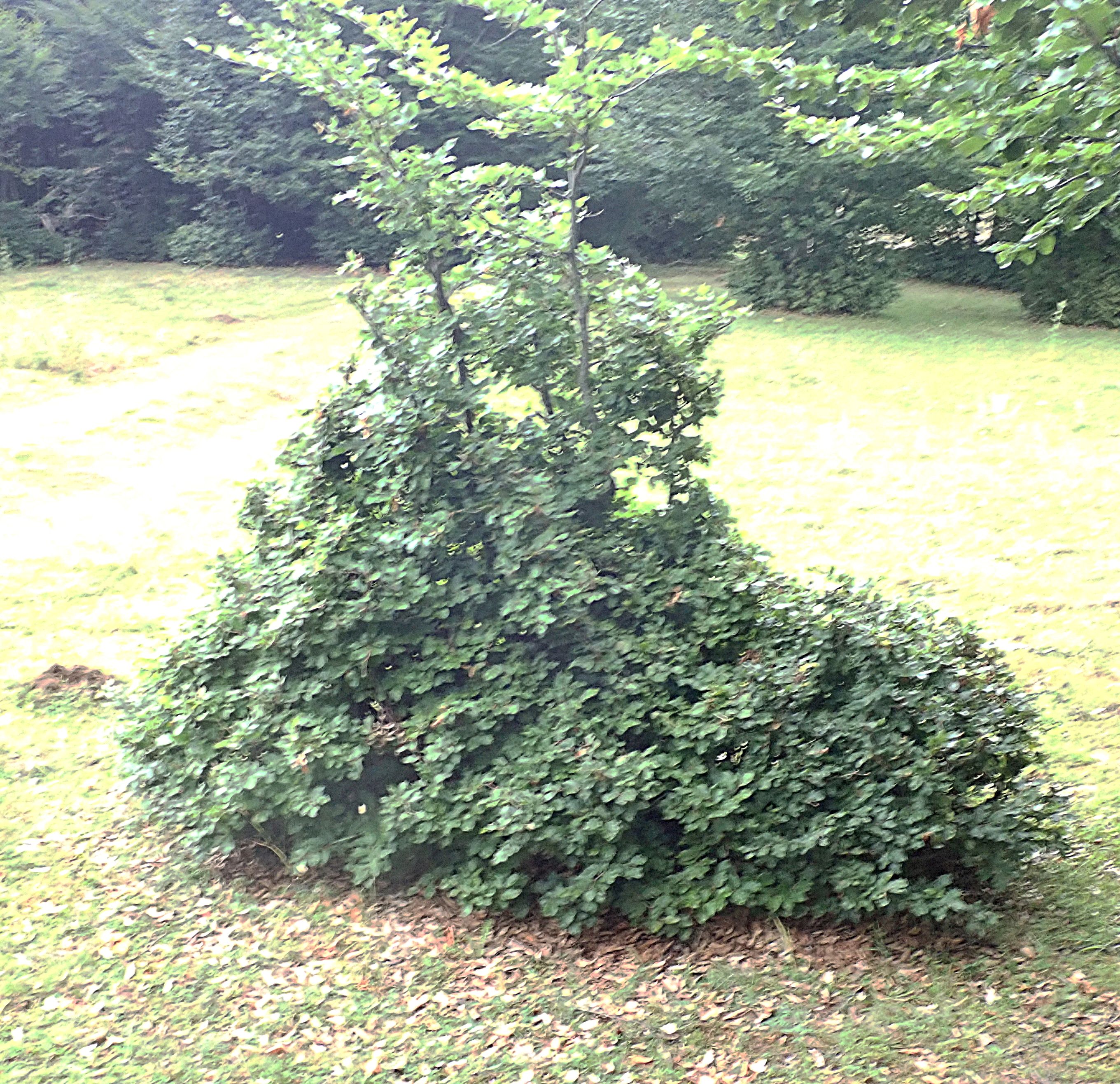
Bild 4: Im Zentrum wird der Busch nicht mehr verbissen

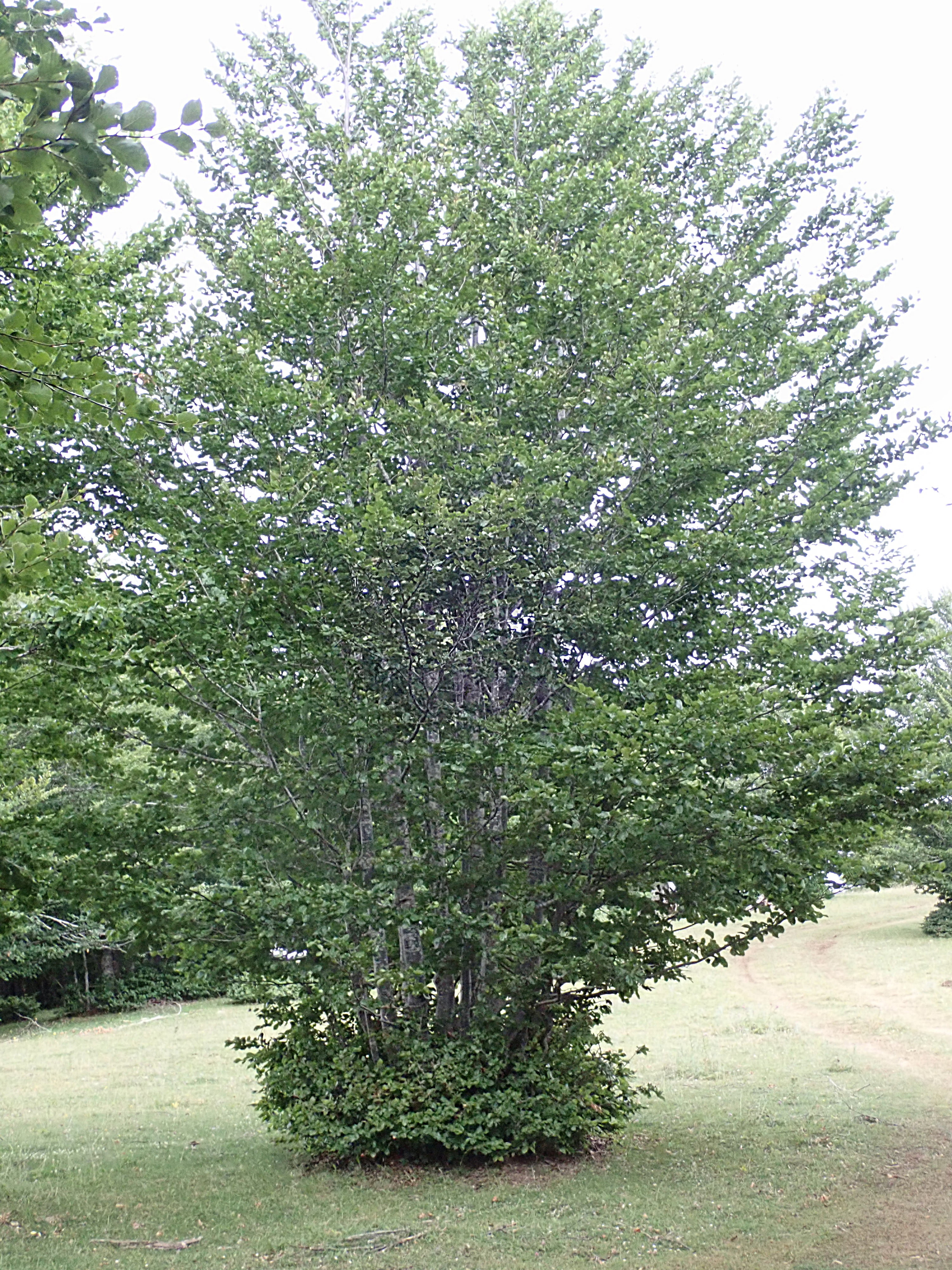
Bild 5: Der Verbiss beschränkt sich auf die unteren Teile

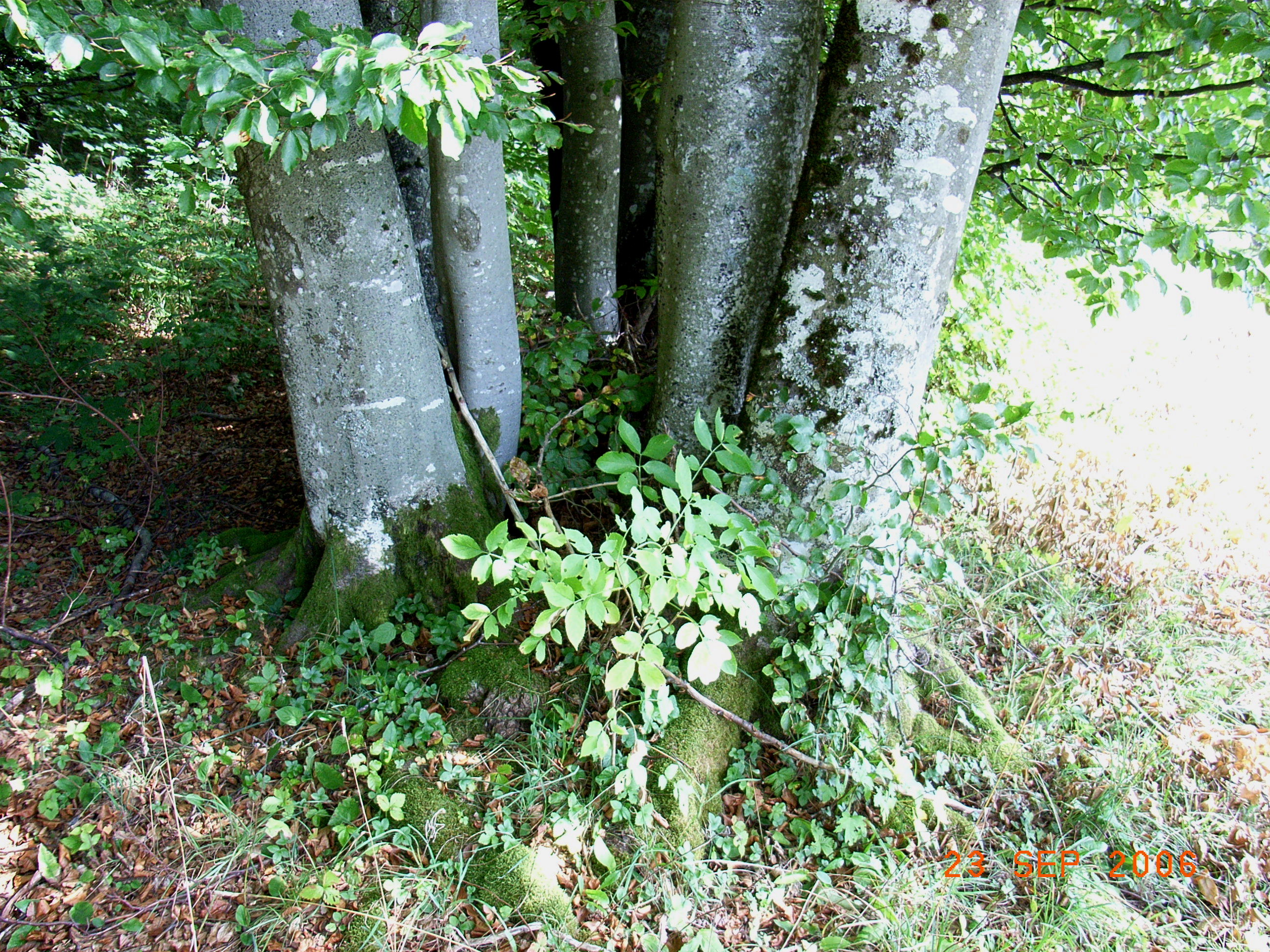
Bild 4: Gruppe von durch Stockausschlag entstandenen eng aufeinanderstehenden Buchen mit der Tendenz zu verwachsen

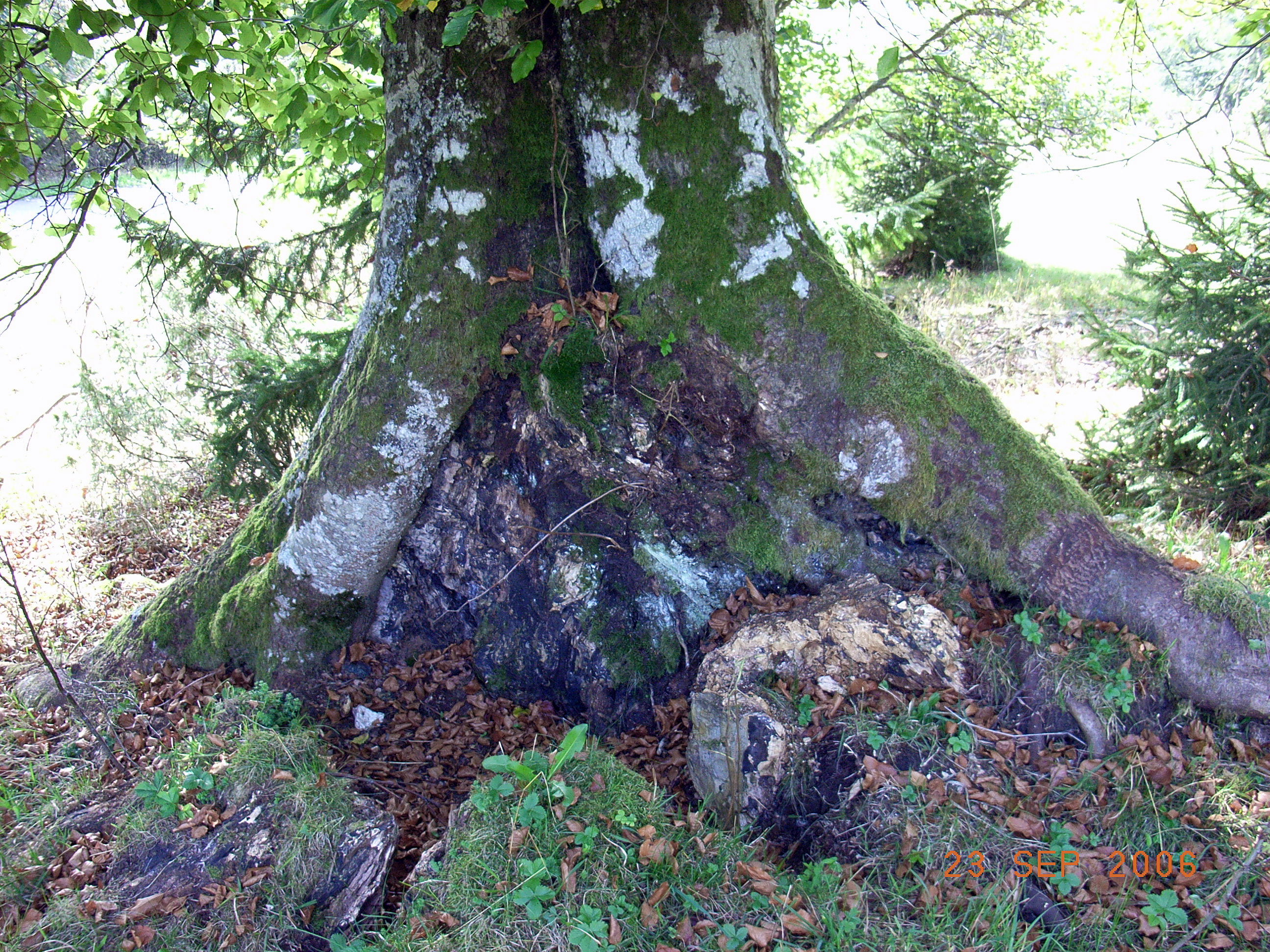
Bild 6: Baum, bei dem sichtbar wird, dass verschiedene Stämme einen Stumpf überwachsen haben und einen gemeinsamen Stamm bilden

Da schon der Begriff Hute nicht eindeutig ist, darf man erwarten, dass auch Hutebaum in verschiedenen Bedeutungen benutzt wird. Diese lassen sich in der Regel nur aus dem Kontext erschließen, da sie ja nicht in Form einer Definition angegeben werden. Es finden sich folgende Bedeutungen für Hutebaum:
- Mächtiger Solitärbaum, der Relikt einer durch Beweidung vernichteten ursprünglichen Bewaldung ist. Typisch für diesen Sprachzusammenhang ist die Wortverbindung alter Hutebaum.
- Teilweises Synonym zu Mastbaum, zu denen das Vieh getrieben wurde, um dort Futter zu suchen, insbesondere Schweine zu Buchen wegen der Bucheckern, und Eichen wegen der Eicheln. Hier ist wohl der Grund zu suchen, dass es die Begriffe Huteeiche und Hutebuche gibt, nicht aber z. B. Hutelinde. Solche Bäume müssen keine Solitärbäume sein, sondern können sich sehr wohl im (Hute)Wald oder am Waldrand befinden.
- Baum, der sich durch eine besondere Wuchsform auszeichnet. Er ist durch Verwachsung mehrerer Bäume, die jetzt einen gemeinsamen Stamm bilden, entstanden (polykorm). Dafür gibt es verschiedene Möglichkeiten. Solche Bäume können aus Stockausschlägen aus einem monokormen Stamm entstanden sein, oder bei Beweidung im Schutz von Gestrüpp u. a. hochgekommen und aus Platzmangel zu einem Baum verwachsen sein. Auch diese Bäume müssen nicht solitär stehen, sondern sind im Gegenteil heute häufig in Fichtenwäldern eingewachsen. Außerdem entstehen diese Bäume auch heute noch. Die in Bild 2 gezeigte Buche ist sicher ein relativ junger Baum und Bild 4 zeigt ein Anfangsstadium eines polykormen Gebildes.

## Biologischer Aspekt
In gewissen Gebieten will man im Interesse des Arten- und Biotopschutzes das Aufkommen des Waldes verhindern, in anderen Gegenden hat man dagegen das Problem der Zerstörung des Baumbestandes durch intensive Beweidung im Auge. In beiden Fällen sind die Kenntnisse über Weidbäume von doppelter Bedeutung.
- Der Hutebaum ist ein historisches Dokument, Relikt und Zeuge einer alten Weideform, der dem Druck der Überweidung (Benagen des Stamms und der unteren Äste, sich Schaben am Stamm, Überdüngung durch Kot- und Urinmengen, Bodenverdichtung und Schäden durch die Hufe der Weidetiere) standgehalten hat. Es stellt sich die Frage, welche Bäume die besten Überlebenschancen haben beziehungsweise für eine bestimmte Weideform geeignet sind.
- Der Hutebaum ist ein Baum, dem es gelang oder gelingt, in beweidetem Gebiet hochzukommen. Dabei spielt natürlich eine Rolle, um welche Weidetiere (Ziege, Schaf, Schweine, Rinder) es sich handelt. Gradmann führt aus, dass auf Schafweiden Bäume im Schutz des Wacholders hochkommen können, da dieser von den Schafen gemieden wird. Es ist Aufgabe des Schäfers, den Wacholder zu entfernen, damit die Weide nicht zuwächst. An andrer Stelle werden Weißdorn, Schlehe und andere Dornsträucher als Chance für die jungen Pflanzen angeführt. Es ist auch denkbar, dass z. B. im Schutz großer Steinbrocken oder in Karstlöchern einzelne Samen sich erfolgreich zu jungen Pflanzen entwickeln können. Von oben werden die Spitzentriebe der jungen Pflanzen dann abgeweidet und diese wachsen so immer mehr in die Breite (Kuhbusch). Schließlich ist das Gebüsch so ausladend, dass der zentrale Bereich nicht mehr verbissen werden kann. Das Gebüsch kann dort in die Höhe wachsen, zentrale Baumstämmchen können miteinander verwachsen, periphere sterben eher ab.

## Naturdenkmal Hutebaum
Hutebäume haben einen großen Stammumfang, eine ausladende Krone und in der Regel ein hohes Alter. Dadurch erwecken sie Aufmerksamkeit, vor allem wenn sie exponiert stehen. Häufig dokumentieren sie auch Ortsgeschichte.
Durch die Bewirtschaftungsform des Niederwaldes mit gleichzeitiger Waldweide wurde die Entstehung von Hutebäumen gefördert, heute sind sie als seltene Relikte häufig als Naturdenkmale gekennzeichnet und geschützt.